# Charles Moss
Charles Moss (n. 6 martie 1882, Ascot, Anglia, Regatul Unit al Marii Britanii și Irlandei – d. 25 iulie 1963, Solihull, Anglia, Regatul Unit) a fost un ciclist de performanță ce a reprezentat Regatul Unit al Marii Britanii și al Irlandei de Nord, medaliat olimpic. A participat la o ediție a Jocurilor Olimpice (1912) în care a câștigat o medalie de argint.

## Participări
Lista de mai jos prezintă principalele competiții la care a participat Charles Moss de-a lungul carierei.
- cycling at the 1912 Summer Olympics – men's team time trial[*]